# Сагино (Мичиган)
Са́гино (англ. Saginaw) — город в штате Мичиган (Соединённые Штаты Америки), административный центр одноимённого округа. Население Сагино превышает 50 тысяч человек.

## География
| Климатограмма Сагино                                            | Климатограмма Сагино | Климатограмма Сагино | Климатограмма Сагино | Климатограмма Сагино | Климатограмма Сагино | Климатограмма Сагино | Климатограмма Сагино | Климатограмма Сагино | Климатограмма Сагино | Климатограмма Сагино | Климатограмма Сагино |
| --------------------------------------------------------------- | -------------------- | -------------------- | -------------------- | -------------------- | -------------------- | -------------------- | -------------------- | -------------------- | -------------------- | -------------------- | -------------------- |
| Я                                                               | Ф                    | М                    | А                    | М                    | И                    | И                    | А                    | С                    | О                    | Н                    | Д                    |
| 40 −1 −8                                                        | 31 1 −7              | 56 7 −3              | 71 14 3              | 71 22 9              | 100 27 14            | 60 29 17             | 82 27 16             | 103 23 11            | 70 16 6              | 68 8 0               | 49 1 −5              |
| Температура в °C • Сумма осадков в мм Источник: Weatherbase.com |                      |                      |                      |                      |                      |                      |                      |                      |                      |                      |                      |

Сагино, расположенный в 15 км от озера Гурон, является административным центром и крупнейшим городом одноименного округа в штате Мичиган. Общая площадь города — 46,9 км², из которых 44,9 км² — суша и 2 км² — вода.
Сагино представляет собой часть региона, известного, как «Трай-Ситис» (англ. Tri-Cities Region) или «Залив Великих Озёр» (англ. Great Lakes Bay Region). Два других крупных населённых пункта в этой части Мичигана — Бей-Сити и Мидленд. В центре региона расположен общий для этих трёх городов аэропорт, известный как аэропорт МБС (по заглавным буквам названий городов) или аэропорт Трай-Сити. Воздушные перевозки в районе Сагино осуществляются также через аэропорт в городе Флинт. Сагино расположен рядом с межштатной автомагистралью I-75, а через центр города протекает одноименная река; там же расположена станция железнодорожной сети Amtrak.
К югу от городской черты Сагино располагается Национальный заповедник Шиавасси, основанный в 1953 году. Заповедник занимает площадь около 40 км лугов, маршей и смешанных пойменных лесов. Основной целью заповедника является предоставление пристанища перелётным птицам на путях их миграций.

## История
К моменту появления в районе современного Сагино европейцев эти места населяли индейские племена сауков и чиппева. Первым европейцем, посетившим эти окрестности Великих Озёр, стал в 1675 году иезуит Анри Нувель из Сен-Игнаса, а первое постоянное поселение белых было заложено только в 1819 году. Три года спустя был построен Форт-Сагино, вскоре, однако, оставленный армией за ненадобностью, а в 1830 году было основано поселение Сагино. Основание округа под тем же названием датируется 1835 годом. В 1837 году в Сагино построена первая начальная школа (первая средняя школа начала работу в 1869 году), а два года спустя открылось здание суда. В 1889 году произошло слияние собственно Сагино (получившего статус города в 1857 году) и Ист-Сагино (город с 1859 года). Ранее в состав Ист-Сагино была включена деревня Саут-Сагино, известная также как Салина.
С 1845 года на реке Сагино начинается разработка лесных богатств, первые партии местной сосны уходят в Нью-Йорк. Бурное развитие лесодобычи в районе Сагино привело к такому же бурному росту населения — от 2,6 тысяч человек в 1850 до почти 76 тысяч человек в 1882 году. Только за этот год с лесопилок на реке Сагино вышло более 2,3 миллиона кубических метров пиломатериалов. Расцвет лесодобычи привёл также к развитию солеваренной промышленности — на выпаривание соли шли отходы древесины с лесопилок. В 1885 году забастовка работников лесопилок, требовавших десятичасового рабочего дня, была подавлена с участием Национальной гвардии.
С конца XIX века в Сагино начали развиваться и другие отрасли производства. В 1899 году открылся сахарный завод, к 1903 году около полутора тысяч жителей работали в 11 угольных шахтах, в 1905 году выпущен первый автомобиль местной сборки. В 1927 году в регионе начал работу первый коммерческий аэродром, и в следующие четыре года местная компания строила поплавковые гидропланы. В годы II мировой войны в Сагино действовал также военный аэродром, где велось обучение пилотов; в дальнейшем этот военный аэродром превратился в центральный региональный аэропорт — аэропорт МБС (см. География). Слабым местом Сагино оставалась система канализации. Хотя уже в 1917 году штат Мичиган предписал местным властям постройку канализации и отвода сточных вод, до этого уходивших прямо в реку, только в 1953 году это было подкреплено судебным решением, благодаря которому строительство канализации было завершено. Вплоть до 1948 года отсутствовал центральный водопровод, и все жители города должны были добывать воду из водокачек, построенных на скважинах.

## Население и администрация
По данным переписи населения 2010 года, в Сагино проживало около 51 500 человек. Из этого числа более 28,4 % составляли дети и подростки в возрасте до 18 лет и 10,9 % — люди в возрасте 65 лет и старше. Средний (медианный) возраст жителей Сагино составлял 33, 5 года.
Около 90 % населения Сагино составляют афроамериканцы и белые, в примерно равных пропорциях, ещё два процента — мулаты. Представители коренных народов Америки составляют лишь 0,5 %, выходцы из Азии — 0,3 %. Почти 98 % населения города — уроженцы США, 94 % общаются дома только по-английски. Около 2/3 населения проживают семьями, 30 % — с детьми младше 18 лет; средний размер семьи составляет 3,19 человека, среднее количество жителей на единицу жилья — 2,52.
В Сагино почти вдвое более высокий процент жителей, не окончивших среднюю школу, чем в среднем в штате Мичиган (22 % против 11,4 %), и почти вдвое более низкий процент жителей с высшим образованием (17,4 % против 33,9 %). 55 % жителей Сагино трудоспособны, из этого числа 78 % трудоустроены (в среднем в штате Мичиган 62 % работоспособного населения, из которого трудоустроены 87 %). Более 30 % трудоустроенных жителей Сагино заняты в сфере обслуживания, ещё более 25 % — в торговле и на офисной работе и более 21 % — в таких областях, как бизнес, управление, наука и искусство. Менее 17 % заняты на производстве и в сфере перевозок, что, однако, представляет более высокий процент, чем в среднем по штату. 10 % трудоспособного населения являются государственными служащими. Как средний (32 898 долларов), так и медианный (40 446 долларов) доход на семью существенно ниже, чем в среднем в штате Мичиган, средний доход на душу населения ниже почти на 80 % (14 454 против 25 547 долларов).
Девять членов городского совета Сагино избираются на внепартийной основе на четырёхлетний срок с ротацией по чётным и нечётным годам. Выборы проходят без деления города на избирательные округа. Как утверждает официальный сайт Сагино, такая система позволяет членам муниципалитета выработать более целостный и последовательный взгляд на происходящее в городе. Городской совет назначает главное должностное лицо Сагино — сити-менеджера (городского управляющего). Мэр Сагино является председателем городского совета и выполняет ряд представительских функций, но сити-менеджер является основной исполнительной властью в городе.

## Культура и досуг

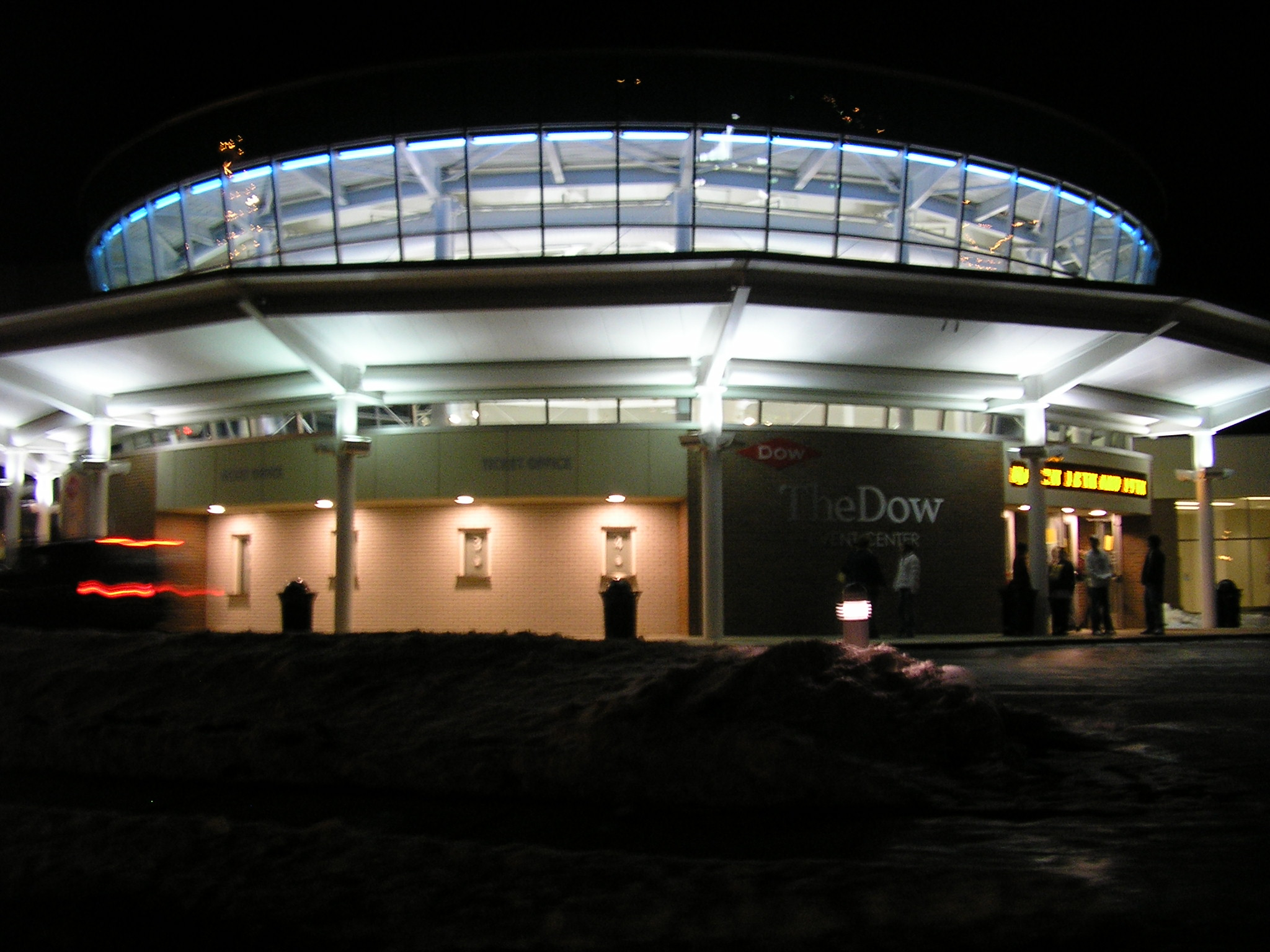
Доу-Ивент-Сентр

Первое увеселительное заведение — парк развлечений Риверсайд, предлагавший желающим карусели, американские горки, подъёмы на воздушных шарах и танцевальный зал — открылось в Сагино в 1894 году. Со временем индустрия развлечений в Сагино и его окрестностях развилась и окрепла. В начале XXI века посетители города могут побывать в открывшемся в 1927 году «Темпл-театре» (англ. Temple Theatre), одном из пяти мичиганских зоопарков или детском музее. В городе также действуют исторический музей и Японский культурный центр. Основной спортивно-развлекательный комплекс города — «Доу Ивент Сентр» — является домашней площадкой клуба ОХЛ «Сагино Спирит» и команды «Сагино Стинг», выступающей в Континентальной футзальной лиге. Любителям активного отдыха предлагаются водные прогулки и посещение близлежащего заповедника Шиавасси. Ежегодно в городе проводится фестиваль зимней рыбалки «Shiver on the River».